# Nyarusiriba
Nyarusiriba är ett vattendrag i Burundi.   Det ligger i provinsen Muramvya, i den centrala delen av landet, 30 km öster om huvudstaden Bujumbura.
Omgivningarna runt Nyarusiriba är en mosaik av jordbruksmark och naturlig växtlighet. Runt Nyarusiriba är det tätbefolkat, med 369 invånare per kvadratkilometer.